# Jay Chou
Jay Chou (Taipei, 18 januari 1979) is een populaire Taiwanese pop- en r&b-singer-songwriter, rapper, producent, regisseur en acteur. In zijn muziek combineert hij westerse en Chinese muziekstijlen met klassieke muziek, anders dan veel andere C-pop-artiesten. Jay Chou won in 2006 een World Music Award en is erg populair in Azië: met name in zijn thuisland Taiwan, maar ook op het Chinese vasteland, Hongkong, Vietnam, Maleisië, Indonesië en Singapore. Chou zingt voornamelijk in het Mandarijn.

## Biografie
Jay Chou werd geboren in Taiwan als Chou Jielun (周杰倫). Hij werd opgevoed door zijn moeder, die lerares was. Vanaf zijn derde begon hij piano te spelen, later leerde hij ook de cello bespelen. Op de Dan Jiang Senior High School werd zijn klassieke muzieksmaak ontwikkeld. In juni 1996 werd hij niet toegelaten tot de universiteit van zijn keuze waarna hij een baantje als ober aannam.
Jacky Wu, een beroemde Taiwanese producer, ontdekte hem tijdens een talentenjacht: samen met een vriend die hij op de middelbare school had leren kennen bespeelde hij de piano. Het vertoonde optreden beviel de producer en hij besloot Chou een kans te geven als songwriter: hij schreef bekende nummers voor bekende artiesten als Jolin Tsai en Vivian Hsu, maar opereerde slechts achter de schermen.
In 2000 bracht Jay Chou zijn eerste album uit, Jay: het album was een succes. Hierna volgden zijn tweede album en derde album (Eight Dimensions): zijn derde album kreeg goede recensies, en was financieel ook het meest succesvol. Hierna volgde Ye Hui Mei (genoemd naar zijn moeder) en Common Jasmine Orange: van dat laatste album werden er in Azië meer dan drie miljoen verkocht. In 2005 speelde hij de hoofdrol in de Japanse film Initial D, gebaseerd op een populaire manga met dezelfde titel. Hij won de prijs voor de beste nieuwkomer op de Golden Horse Awards en de Hong Kong Film Awards.
Na het filmavontuur bracht Chou nog twee albums uit: November's Chopin was een hommage aan Frederic Chopin, de favoriete componist van Jay Chou. Er was echter kritiek dat het album te veel leek op voorgaande albums. In 2006 kwam Still Fantasy uit waarvan er (alleen al in China) ruim drie miljoen exemplaren werden verkocht.

### Populariteit
Jay Chou is in grote delen van Azië (voornamelijk Zuidoost-Azië) erg populair. Volgens de populairste Chinese zoekmachine Baidu was Chou in 2003, 2005 en 2006 de meest opgezochte mannelijke muziekartiest, en in Hongkong was hij de best verkopende Mandarijnse zanger van vier achtereen volgende jaren. In Singapore is hij, na Britney Spears, de meest opgezochte artiest in dat land.
Naast zijn carrières als muzikant en acteur speelt hij in veel reclames in Azië. Verder probeer hij ook buiten Azië bekendheid te verwerven: hij speelde onder andere een bijrol in de kostuumdrama The Curse of the Golden Flower (滿城盡帶黃金甲), zijn debuut in en Noord-Amerikaanse film.
Chou heeft vaker in interviews gezegd dat Wushu voor hem de essentie van de Chinese traditie is: hij noemt Bruce Lee en Jet Li als zijn idolen. Als ijkpunt van de Chinese traditie noemt hij ook de verfilmde en stripversie van de semi-historische heldensaga's Jin Yong, en ridderromans uit de periode van de Drie Koninkrijken. De stoerheid, rechtschapenheid, de loyaliteit aan vorst en vooral aan Jiang hu-vrienden (yi qi) zijn voor hem de waarden van de Chinese wu-helden, van de Chinese traditie.
Zijn concrete bijdrage aan het uitdragen van die waarden doet Jay Chou in de kungfufilm Fearless (2006) van Jet Li. In die film schreef Jay Chou de soundtrack die een volksheld bezingt die tegen het kolonialisme vocht. Jay Chou bezingt hier een aan kungfu gerelateerde ethiek.
Opmerkelijk is dat hier de rapstijl van de zanger haaks staat op de collectivistische en patriottische ondertoon van de film: een held die zichzelf opoffert voor de groep/familie tegenover het westerse individualisme en de 'American dream' die veel rappers uit de Verenigde Staten vereren.

### Samenwerking
Naast zijn eigen albums werkt hij ook veel samen met beroemde Aziatische artiesten als Jolin Tsai, F4, Landy Wen, Vivian Hsu en Kangta. Hij creëerde de band Nan Quan Ma Ma, die erg populair in Hongkong werd.

## Discografie

### Albums
1. 周杰倫同名專輯 Jay — 7 november, 2000
2. 范特西 Fantasy — 1 september, 2001
3. 八度空間 The Eight Dimensions — 19 juli, 2002
4. 葉惠美 Ye Hui Mei — 31 juli, 2003
5. 七里香 Common Jasmin Orange — 3 augustus, 2004
6. 十一月的蕭邦 November's Chopin — 11 november, 2005
7. 依然范特西 Still Fantasy — 5 september, 2006
8. 我很忙 On the Run — 1 november, 2007
9. 魔杰座 Capricorn — 14 oktober, 2008
10. 跨時代 The Era — 18 mei, 2010
11. 驚嘆號 Exclamation Mark — 11 november, 2011
12. 十二新作 Opus 12 — 28 december, 2012
13. 唉呦，不錯哦 Aiyo, Not Bad — 26 december, 2014
14. 周杰倫的床邊故事 Jay Chou's Bedtime Stories — 24 juni, 2016

### Ep's
- 范特西+ Fantasy Plus — 21 december 2001
- 雙截棍 Nun-Chuks — 9 april 2002
- 尋找周杰倫 EP Hidden Track EP — 12 november 2003
- 霍元甲 EP Huo Yuan Chia — 20 januari 2006
- 黄金甲 EP Golden Armor EP (EP + Still Fantasy MV DVD) — 8 december 2006

### Live-albums
- The One Live CD — 28 oktober 2002
- 無與倫比演唱會 2004 Incomparable to Jay Concert Live — 21 januari 2005
- 2007 World Tour Live CD — 31 januari 2008
- The Era 2010 World Tour — 25 januari 2010
- Opus Jay World Tour — 10 mei 2013

### Compilatie
- Partners — 26 april, 2002
- Initial J — 31 augustus, 2005
- Dragon Rider (龍戰騎士) — 20 januari, 2009
- J Moment — 17 juli, 2012

## Filmografie
- 尋找周杰倫 Hidden Track (2003) - Cameo
- 頭文字D Initial D (23 juni 2005) - Hoofdrol
- 滿城盡帶黃金甲 Curse of the Golden Flower (2006) - Bijrol
- 不能說的秘密 The Secret That Cannot Be Told (2007) - Regisseur, Hoofdrol
- 刺陵 The Treasure Hunter (2009) - Hoofdrol
- The Green Hornet (2011) - Hoofdrol
- 逆戰 The Viral Factor (2012)
- 阿爸 Abba (2012)
- 天台 / 天台爱情 The Rooftop (2013)
- Now You See Me 2 (2016)